# L'Universale (film)
L'Universale è un film italiano del 2016, diretto da Federico Micali.
Il film è ambientato negli anni settanta a Firenze ed è incentrato sulle vicende dello storico cinema "Universale" del quartiere popolare San Frediano, chiuso nel 1989. La colonna sonora è composta dalla Bandabardò.

## Distribuzione
Il film è stato proiettato il 3 aprile 2016 al Bari International Film Festival e distribuito nelle sale italiane il successivo 14 aprile.
Il 13 settembre 2016 è stato pubblicato il dvd, realizzato da CG Entertainment.